# 高比奇
高比奇是奥地利下奥地利州米斯特尔巴赫县的一个市镇。总面积22.47平方公里，总人口910人，人口密度40.5人/平方公里（2005年）。